# 岡副麻希
岡副麻希（日语：／ Okazoe Maki */?，1992年7月29日—）是日本女性自由播報員兼藝人，大阪府富田林市出身，所屬經紀公司為cent. Force。
岡副以日本藝人中少有的小麥色膚色著稱，被媒體封為「黑過頭的女主播」（黒すぎる女子アナ），又因長相與桐谷美玲相似被稱為「黑皮膚版桐谷美玲」（黒い桐谷美玲）。擅長游泳，曾在2012年的日本蹼泳錦標賽女子1500m項目拿下冠軍。

## 作品

### 電視節目

#### 目前播出
- 天職サーチ 千鳥のジョブラバーズ（朝日放送，2018年–）
- SUPER GT+（東京電視台，2019年–） – 記者[2]

#### 過往節目
- 鬧鐘土曜日（日语：めざましどようび）（富士電視台，2015年4月4日–2020年3月28日） – 主持人（天氣、體育）、記者
- 鬧鐘電視AQUA（富士電視台，2014年9月–2016年4月） – 主持人（天氣、體育）
- 鬧鐘電視（富士電視台，2014年9月–2017年9月） – 主持人（體育）
- 村上信五とスポーツの神様たち（富士電視台，2017年8月）
- 勝手に!JAPANガイド（BS富士，2018年10月–2019年3月）

### 電台節目

#### 目前播出
- 岡副麻希的暖呼呼音樂（日语：岡副麻希のほくほくたいむ）（文化放送，2020年4月5日–）

#### 過往節目
- 岡副麻希的暖呼呼時間（日语：岡副麻希のほくほくたいむ）（文化放送，2019年1月3日–2020年3月27日）
- What's JOGIN'（FM富士，2013年5月）[3]
- 做個appare吧！（日语：アッパレやってまーす!）（每日放送，2019年5月9日–2020年4月16日）※週四固定班底

### Web TV
- 輝け！AbemaTV AWARDS（AbemaTV，2018年12月30日） – 助手[4]

### 電子遊戲
- プロ野球スピリッツA（科樂美，2016） – 秘書[5]

### 廣告
- 科樂美 プロ野球スピリッツA（2016年3月–）[6]

### 雜誌
- 週刊Big Comic Spirits（2014年10月27日、2016年5月16日） – 封面[7]
- 週刊Playboy（2016年5月30日） – 封面

### 寫真集
- Maki Mermaid（小學館，2018年2月5日）[8]

### 文獻
1. ↑  . TVでた蔵. WireAction Inc. 2017年12月10日  [2020年3月4日]. （原始内容存档于2018年10月27日）.
2. ↑  . Sponichi Annex (體育日本). 2019年3月24日  [2020年3月4日]. （原始内容存档于2020年4月19日）.
3. ↑  . DJ檔案. FM富士.   [2020年3月4日]. （原始内容存档于2014年11月3日）.
4. ↑  . TV LIFE. 2019年1月6日  [2020年3月4日]. （原始内容存档于2020年2月26日） （日语）.
5. ↑  . 4Gamer.net. 2016年8月4日  [2020年3月4日]. （原始内容存档于2016年10月10日）.
6. ↑  . ORICON NEWS (oricon ME). 2018年1月22日  [2020年3月4日]. （原始内容存档于2018年1月22日）.

## 外部連結
- 經紀公司個人資料頁 （页面存档备份，存于）
- 岡副麻希的Instagram帳戶